# Norovce
Norovce (in ungherese Onor) è un comune della Slovacchia facente parte del distretto di Topoľčany, nella regione di Nitra.